# Philipp Reinhard

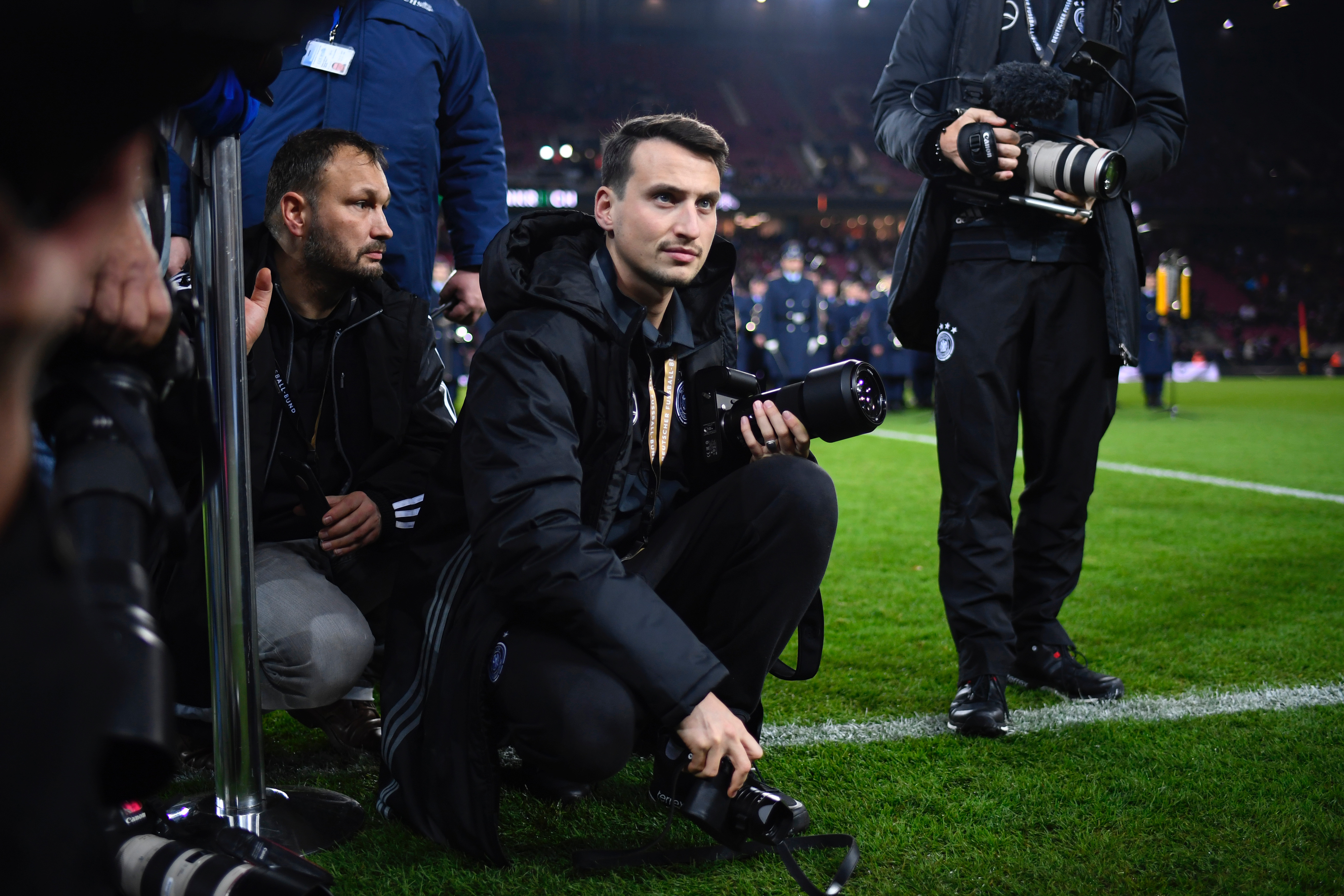
Philipp Reinhard (2017)

Philipp Reinhard (* 24. September 1990 in Bad Mergentheim) ist ein deutscher Fotograf und Filmemacher. Er lebt in Bad Mergentheim und Berlin. Sein Hauptarbeitsfeld sind die Bereiche Reportage, Sport, Porträt und Werbung.

## Leben
Philipp Reinhard absolvierte die kaufmännische Fachhochschulreife in Bad Mergentheim, bevor er ein 6-monatiges Praktikum bei Torsten Frank von PLACE.TV in Stuttgart absolvierte und an einer Skateboard-Videoproduktion mitarbeitete. Im Anschluss studierte er ein Semester an der Hochschule für Technik in Stuttgart Geo- und Vermessungstechnik. Dieses brach er nach einem Semester ab, überbrückte den Zeitraum als Freelancer mit den ersten kleineren Videoaufträgen und produzierte sein erstes Skateboard-Video für den Hall Eleven Skateshop. Seine künstlerischen Wurzeln liegen in der Skateboard- und Analogfotografie. Zu seinen größten Einflüssen zählen Fred Mortagne, Steve McCurry, Walter Iooss Jr. und Peter Lindbergh.
Seinen Zivildienst erfüllte er 2008 in der Kinder- und Poliklinik in München. Zu seinen Aufgaben zählte das Filmen und Fotografieren von verschiedenen Krankheitsbildern. Das Bildmaterial arbeitete er für den studentischen Betrieb auf und archivierte es. Seine Ausbildung als Mediengestalter für Digital- & Printmedien absolvierte er im Anschluss bei der B2B Werbeagentur Fischer & Friends in Bad Mergentheim. Nach fünf Jahren in der Werbeagentur kündigte er mit dem Ziel der Selbstständigkeit.

## Beruflicher Werdegang
Seit 2016 ist Philipp Reinhard selbstständig als Fotograf und Filmemacher., Sein Durchbruch als Fotograf gelang ihm als er den von Fred Mortagne geleiteten „Red-Bull Illume Foto-Workshop“ der Photokina 2014 gewann. Kurz danach kamen seine ersten großen Aufträge als internationaler Fotograf zustande.
Für den DFB konzipierte und fotografierte er die Autogrammkarten für die Europameisterschaft 2016. Danach folgten weitere Aufträge für den DFB und der HAKRO Merlins Crailsheim, zum Beispiel exklusive Reportagen der Abschiedsspiele von Bastian Schweinsteiger und Lukas Podolski von der Nationalmannschaft.

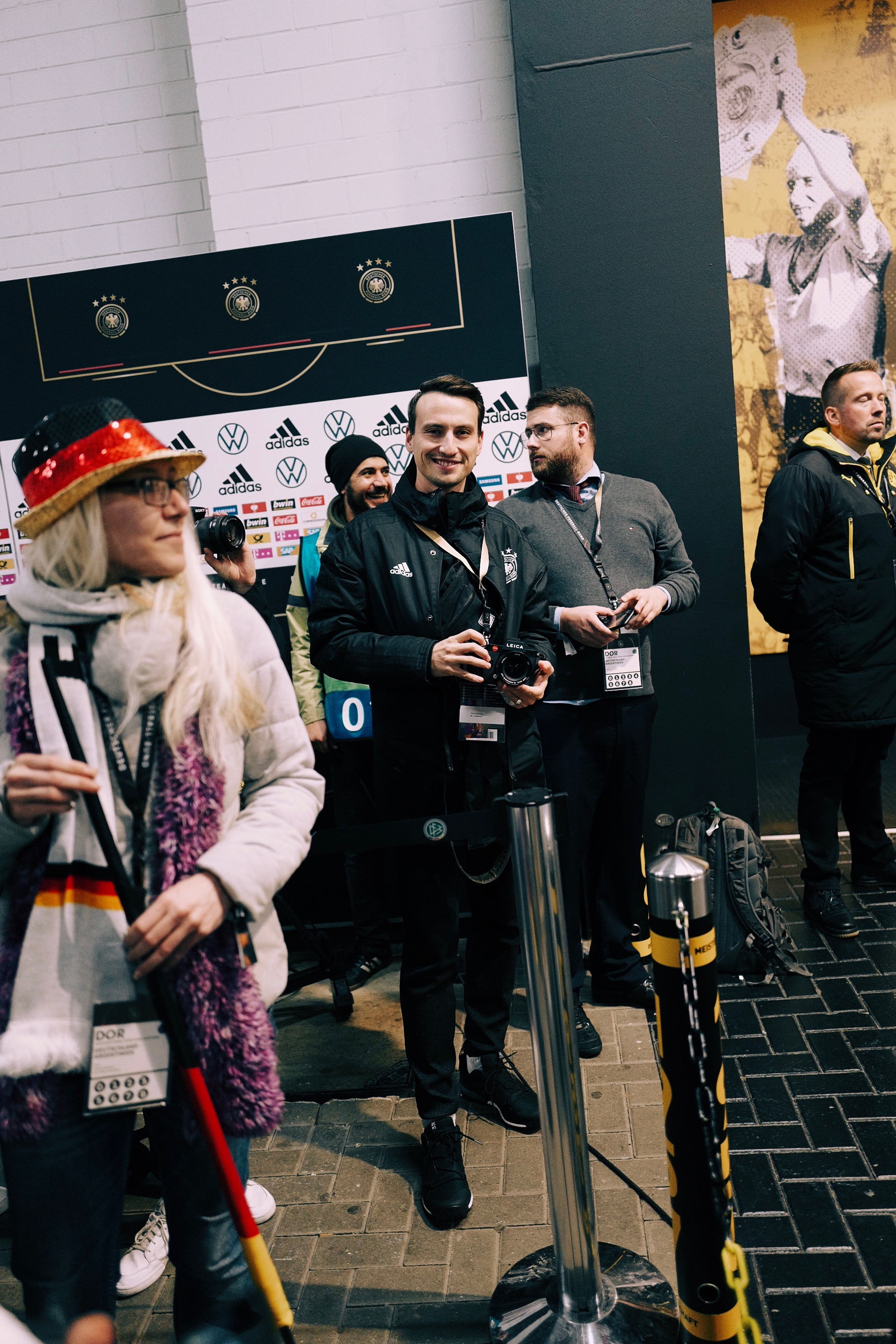
Philipp Reinhard (2019)

Seit September 2017 ist Philipp Reinhard der Teamfotograf der Fußballnationalmannschaft. Im Jahr 2018 reiste er neben den Freundschafts- und Länderspielen mit der DFB Nationalmannschaft in das Trainingslager nach Südtirol und zur Fußball-Weltmeisterschaft nach Russland. Er spezialisierte sich auf das Arbeiten mit Sportprofis und strebt langfristige Partnerschaften an. Als Teamfotograf der HAKRO Merlins Crailsheim und der deutschen Fußballnationalmannschaft begleitet er beide Teams fotografisch durch das Jahr. 2020 produzierte Philipp Reinhard eine 6-teilige Videodokumentation der HAKRO Merlins für Magenta Sport. Mit der 6-teilige Videodokumentation PURE MAGIC wurde er 2022 beim VDS-SportFilmFest nominiert.
2021 reiste er mit der DFB Nationalmannschaft in das Trainingslager nach Seefeld und zur Fußball-Europameisterschaft nach London. Im Sommer 2021 war Philipp Reinhard für den Deutschen Olympischen Sportbund bei den Olympischen Spielen in Tokio. Er fotografierte den historischen Moment mit Alexander Zverev, der als erster deutscher Tennisspieler eine olympische Goldmedaille im Einzel gewann. Die Fotografen des Deutschen Olympischen Sportbundes, Philipp Reinhard, Max Galys, Paul Hüttemann und Marvin Ronsdorf, gründeten einen Verlag um unabhängige Bildbände im Bereich Sport und Kultur zu produzieren. Der erste publizierte Bildband des Verlages M2P2 war „TKY 2021“. 2022 reiste der Fotograf zu den Olympischen Winterspielen nach Beijing. Auch für diese Olympischen Spiele publizierten die Fotografen den Bildband „BJNG 22“. Die vier Fotografen veröffentlichen zusammen mit der niederländischen Fotografin Sofieke van Bilsen auf den Bildband "PARIS24" zu den olympischen Sommerspielen in Paris.
Im Januar 2022 begleitete Philipp Reinhard den ehemaligen deutschen Basketballspieler, Dirk Nowitzki, nach Dallas zu seinem Jersey-Retirement. Die Dallas Mavericks ehrten Dirk Nowitzki und zogen sein Trikot mit der Nummer 41 unter die Hallendecke. Diesen einzigartigen Moment fotografierte und filmte Reinhard. Er veröffentlichte die Video-Doku „Nowitzki: 41 forever“.
Zu seinen weiteren Kunden zählen unter anderem adidas, Converse, Deutscher Fußball-Bund, Die Fantastischen Vier, Dirk Nowitzki Stiftung, FIFA, HAKRO Merlins Crailsheim, Huawei, ING-DiBa, Juniqe Art Shop, Leica Camera, Lukas Podolski, Nike SB, RB Leipzig, Red Bull, Staedtler, Vissel Kobe und Volcom.
Neben seinen Auftragsarbeiten und freien Projekten ist er Global Leica Akademie Ambassador. Philipp Reinhard fotografiert vor allem mit der Leica Q2, Leica M10-R und Leica SL2. Die analoge Fotografie spielt für ihn weiterhin eine wichtige Rolle. Hierfür benutzt er eine Leica M6 und Leica CL.
Seit 2021 veröffentlicht die Photo Presse, ein Magazin für professionelle Fotografie, im monatlichen Rhythmus Reinhards doppelseitige Kolumne.
Unterstützt wird er von Leica Camera, Volcom, Oberwerth Taschen und HAKRO.

## Ausstellung
Philipp Reinhard zeigte 2014 in seiner ersten Ausstellung „Marokko entdecken“ im Forum in der Au in Bad Mergentheim seine Fotos. Für die gemeinnützigen Organisation skate-aid sammelte Philipp Reinhard mehr als 200 kg an Sachspenden in Form von Skateboards, Schuhen, Klamotten und Zubehör für Kinder vom Unity Skate Club in Accra. Die Fotos, die er vor Ort von skatenden Kindern und Jugendlichen machte, wurden in Berlin bei der Bright Tradeshow 2014 ausgestellt und gezeigt.
2017 folgte das Projekt „Zementwerk“ in Zusammenarbeit mit Volcom, Leica Camera und dem Solo Skatemag. Diese Fotoausstellung und Videoinstallation „Zementwerk“, die Skateboarder in einem verlassenen Zementwerk zeigte, wurde im Volcom Headquarters-Store in Paris und Berlin ausgestellt. Für dieses Projekt teste er die neue Leica SL1.
2019 stellte er erneut in Bad Mergentheim aus. Über 12 Wochen war die Fotoausstellung „Kuba“ zu sehen.
2020 konnte man in der virtuellen Galleria der Leica Vallery in Zusammenarbeit mit Viva con Agua ARTS einige seiner Bilder unter dem Motto „Art creates Water“ sehen. Philipp Reinhard sowie elf weitere Fotografen sammelten mit dem Verkauf ihrer Bilder Spenden.

## Auszeichnungen
- 2014: „Red-Bull Illume Foto-Workshop“ der Photokina 2014[17]
- 2017: Shortlist des PR Award zum Thema Social-Media-Foto[18]
- 2019: Doppelter Semi Finalist Red Bull Illume in der Kategorie „Bewegtbild“[19]

## Veröffentlichungen
- We are family Merlins – Crailsheim Merlins, 2017
- The Beast is Back – HAKRO Merlins Crailsheim, 2018
- PURE MAGIC – HAKRO Merlins Crailsheim, 2020
- PURE MAGIC 6-teilige Videodokumentation für Magenta Sport (Fernsehproduktion), 2020
- ISO 400 no.001, 2019
- ISO 400 no.002 x Kolumbien, 2020
- TKY 21, Bildband über die Olympischen Spiele in Tokio, 2021
- BJNG 22, Bildband über die Olympischen Winterspiele in Beijing, 2022
- PARIS24, Bildband über die Olympischen Spiele in Paris, 2024

## Podcast
- Philipp Reinhard - Intensiv, nah, ehrlich: Fotografie mit dem Blick für das Wesentliche, Interview im Podcast GATE 7, Oktober 2020
- Philipp Reinhard im Tellem Talk, Interview im Podcast Tellem Talk, 7. November 2020
- Blick hinter die Leica - Eindrücke aus Tokio, Die beiden Profi-Fotografen Kai Pfaffenbach und Philipp Reinhard berichten über ihre Erlebnisse und Highlights von Olympia in Tokio, 21. Juli 2021
- Was macht einen guten Fotografen aus? - mit Fotograf Philipp Reinhard, Interview im Podcast Hohenlohe Plus, 27. April 2022